# Sơn Nhung
Sơn Nhung (chữ Hán: 山戎; bính âm: Shānróng) thuộc thị tộc Vô Chung. Là một nước chư hầu cổ đại tồn tại trong thời Xuân Thu trong lịch sử Trung Quốc, có nguồn gốc dân du mục cai trị khu vực phía bắc Trung Quốc, ngày nay trải dài từ phía tây tỉnh Liêu Ninh đến phía đông tỉnh Hà Bắc. Hậu duệ của họ sau này là người Tiên Ty Và Ô Hoàn

## Lịch sử
Từ thời vương triều nhà Hạ cổ đại, các bộ tộc Hiểm Duẫn, Huân Chúc và Sơn Nhung đã xuất hiện rất sớm ở miền bắc Trung Quốc nhưng vẫn chưa xác định rõ vị trí cư trú của họ, căn cứ theo 《 Sử Ký. Hung Nô liệt truyện 》 ghi chép: " Vào thời Đường Ngu đã có Sơn Nhung, Hiểm Duẫn, Huân Chúc chiếm lĩnh Bắc Man họ di chuyển cùng đàn gia súc ", và được sách sử Trung Quốc gọi chung các tộc Nhung là Khuyển Nhung.
Vào thời Xuân Thu, nơi cư trú của Sơn Nhung nằm ở một thung lũng, tiếp giáp với bộ lạc Đông Hồ và phía bắc nước Yên, và các nước Tề, Lỗ, còn vị trí nơi cư trú của Tây Nhung (họ hàng gần với Sơn Nhung) hiện vẫn còn đang tranh cãi.
Sơn Nhung từng khuếch trương thế lực của mình trong phạm vi các nước Yên, Tề, Lỗ, nhiều lần cử binh tràn qua đánh phá nước Yên.
Năm 679 TCN Tề Hoàn Công triệu tập chư hầu, trở thành vị Bá đầu tiên trong Ngũ Bá thời Xuân Thu, dự định giải quyết nạn quấy nhiễu chư hầu của Sơn Nhung. 
Năm 664 TCN, Sơn Nhung đưa quân xâm lược nước Yên từ phía bắc, Yên phải thỉnh cầu nước Tề mang quân sang giúp đỡ. Tề Hoàn Công ra lệnh xuất binh thảo phạt Sơn Nhung. Lập tức Sơn Nhung rút quân về hướng bắc, liên quân Tề-Yên tiếp tục kéo quân chinh phạt, tấn công thành Vô Chung Sơn của nước Sơn Nhung (nay là vùng Yên Sơn huyện Thiên An tỉnh Hà Bắc), vua của Sơn Nhung thủ thành thất bại phải bỏ trốn sang nước Cô Trúc.
Bốn năm sau, vào năm 660 TCN, Sơn Nhung cùng với Cô Trúc hoàn toàn bị liên quân Tề-Yên tiêu diệt. Phần lớn lãnh thổ Sơn Nhung bị sáp nhập vào lãnh thổ của nước Yên. Dân cư Sơn Nhung, một số bị hòa lẫn và đồng hóa dần vào các quần thể dân cư nước Yên, số khác còn lại chạy trốn đến khu vực đông bắc Trung Quốc gia nhập bộ lạc Đông Hồ ở phía bắc. Sau này Đông Hồ phân liệt thành Tiên Ty và Ô Hoàn
Sau cùng vào năm 272 TCN, nước Tần đương thời xưng Bá phía tây, vùng Tây Nhung cũng bị người Tần đồng hóa. Kết quả là bộ tộc người Nhung không còn được nhắc đến trong các sách sử nữa.

## Văn hóa và tập tục
Đa số dân cư trong nước đều là dân du mục, chỉ có một thiểu số dân Hán định cư trong các thành phố và lâu đài, một số gia súc được chăn thả ngoài đồng như ngựa, trâu, bò, dê, ngoài ra còn một số giống ngựa thường dùng như lạc đà, lừa, la, Quyết Đề (một chủng loại ngựa), Đào Dư (một loại ngựa hoang) và Đơn Hề (một loại ngựa hoang).
Nhờ có được văn tự riêng giúp cho vua quan trong nước có thể truyền đạt các vấn đề như ban bố pháp luật và mệnh lệnh.
Họ cũng thành công khi mô phỏng chế tạo một loại tiền dao giống như Tiêm Thủ Đao của nước Yên, được gọi là Trâm Thủ Đao và được phát hành phổ biến trong nước, văn hóa của Sơn Nhung đã đạt đến trình độ cao vì chịu ảnh hưởng tương hỗ từ văn hóa trung nguyên.